# Istenmezeje
Istenmezeje község Heves vármegye Pétervásárai járásban.

## Fekvése
Heves vármegye északi részén, Pétervásárától 11 km-re a 2305-ös út mentén, a Tarna felső folyásánál hosszan elnyúló völgyben található a község, amelynek része az északra, néhány km-re fekvő Szederkénypuszta is.

## Története
Istenmezeje és környéke már a bronzkorban is lakott hely volt, az itt talált leletek szerint. A falu határában 1865-ben késő bronzkori, a pilinyi kultúra korából származó leleteket találtak. Az itt feltárt sírban eltemetett előkelő férfi sírjába beletették a rangját jelző fejdíszét, egy nagyon szép bronzdiadémot is. A koronaszerű fejék az eltemetett férfi csontvázának koponyáján volt, míg a nyak körül egy, ostreaféle kagylók teknőiből szépen faragva és simára csiszolva készült ujjnyi vastagságú gyöngyfüzér szemei feküdtek.
Istenmezeje nevét Istenmezey alakban írva 1311-ben említi az első okleveles forrás. A faluszerkezet legrégebbi részei két tengely mellé rendeződtek: az egyik a Tarna, a másik a Pétervásárától északra vezető országút. Ez utóbbi két oldalán vonuló utcát nevezték régen Falunak, amelyet a községháza Felvégre és Alvégre osztott. Míg ezen a falurészen telkes gazdák laktak, addig a Tarna nyugati partján elterülő falurész, a Hóstya, a belőle nyugat felé kiágazó Nagybé nevű utca és a régi Falu északi részén keletre tartó házsor, a Kovasszó a kisebb gazdák és a zsellérek települési területe lehetett.
A templom szinte a régi falun kívül, annak déli végén helyezkedett el a temetővel együtt, de a 18. században már említett sziklatemplom sem esett a belterületre, hanem attól kissé északra.
A 20. században, így először 1920, majd 1945 után a település északon és délen, az országút mentén terjeszkedett (Újsor, Szárazág).

## Közélete

### Polgármesterei
- 1990–1994: Bíró Gábor (független)[3]
- 1994–1998: Ország József (független)[4]
- 1998–2002: Ország József (független)[5]
- 2002–2006: Kotroczó István (független)[6]
- 2006–2010: Kotroczó István (ÖHME)[7]
- 2010–2014: Kotroczó István (független)[8]
- 2014–2019: Nagy Péter (független)[9]
- 2019–2024: Nagy-Szú Péter (független)[10]
- 2024– : Nagypál Zsófia (független)[1]

A község 2014-ben megválasztott polgármestere 2015-ben Nagy-Szu Péterre változtatta a nevét, a következő, 2019-es választást már így nyerte meg (bár a választás.hu 2019-es nyilvántartásában Nagy-Szú családnévvel szerepelt).

## Népesség
A település népességének változása:
| Lakosok száma | 1653 | 1615 | 1600 | 1416 | 1291 | 1277 | 1262 |
|               | 2013 | 2014 | 2015 | 2021 | 2022 | 2023 | 2024 |

2001-ben a település lakosságának 99%-a magyar, 1%-a cigány nemzetiségűnek vallotta magát.
A 2011-es népszámlálás során a lakosok 86,5%-a magyarnak, 4,1% cigánynak, 0,2% szlováknak mondta magát (13,5% nem nyilatkozott; a kettős identitások miatt a végösszeg nagyobb lehet 100%-nál). A vallási megoszlás a következő volt: római katolikus 75,4%, református 1,2%, evangélikus 0,2%, felekezeten kívüli 3,3% (19,6% nem nyilatkozott).
2022-ben a lakosság 94,6%-a vallotta magát magyarnak, 2,8% cigánynak, 0,1-0,1% szlováknak, németnek, bolgárnak és lengyelnek, 2,2% egyéb, nem hazai nemzetiségűnek (5,2% nem nyilatkozott; a kettős identitások miatt a végösszeg nagyobb lehet 100%-nál). Vallásuk szerint 57,7% volt római katolikus, 2% református, 0,4% görög katolikus, 0,2% evangélikus, 0,2% izraelita, 0,4% egyéb keresztény, 0,2% egyéb katolikus, 7,4% felekezeten kívüli (31,5% nem válaszolt).

## Nevezetes emberek
- Itt született 1925. december 12-én Ritly Valéria művészettörténész.

## Nevezetességei

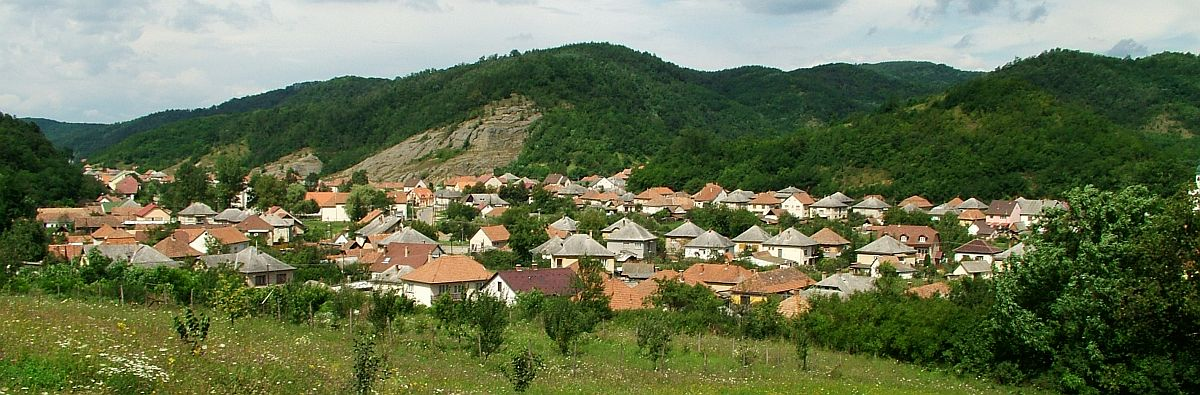
Istenmezejei látkép

### Noé szőlője

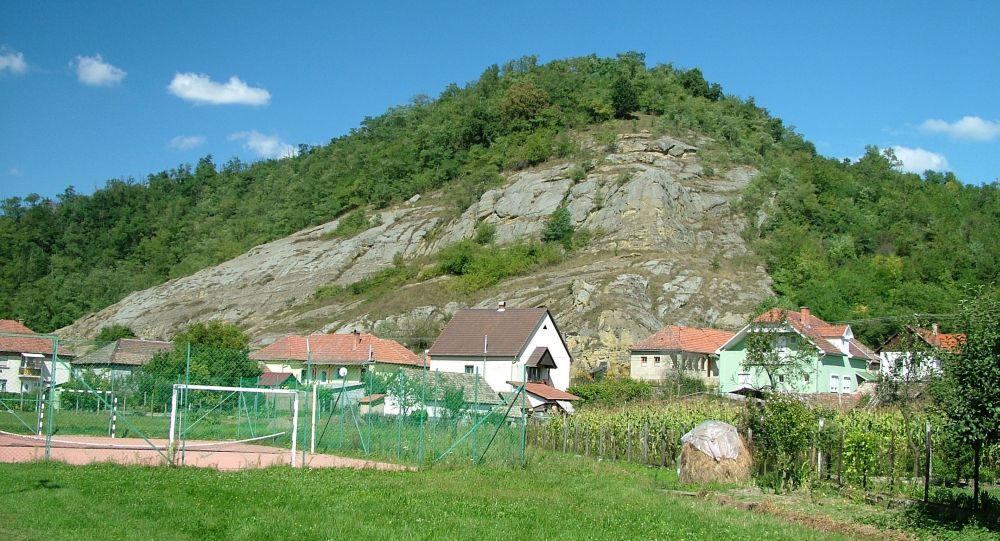
Istenmezeje legfőbb nevezetessége, a Noé szőlője nevű sziklaképződmény

A Noé szőlője glaukonitos eredetű kopár homokkő. A különleges alakokat idéző formák nemcsak természetvédelmi szempontból érdekesek: a település egyik legfontosabb legendája kötődik hozzá. A hagyomány szerint Jézus és Péter apostol az istenmezei szőlős-domb alatt gyalogolva megszomjazott, és a gyümölcsszedő asszonyoktól szőlőt kért. Az asszonyok megtagadták kérésüket, erre Jézus kővé változtatta gyümölcsös kosaraikat. Ezeket látjuk ma is a domboldalon.
A valóságban a főleg csillám, kisebb mértékben kvarcszemcsékből álló homokkő alsóbb szintjein gyakoriak a kavicsos betelepülések, jellegzetesek az alul cipó alakban megkeményedett homokkő részletek. Ezek a mállott hegyoldalakon gömbös formában szőlőfürt-képződményt adnak. Feltételezések szerint ezek a homokkő cipók akkor keletkeztek, amikor a tenger mozgása már mind kevesebb klasszikus anyagot szállított, s a tengerfenéken egybefüggő homokpad képződéséhez már nem volt elegendő anyag. A homokkő cipók anyaga durvábbnak tűnik, mint a közvetlenül alatta és felette lévő homokköveké, melyek göböket nem tartalmaznak. A kb. másfél hektáros sziklafalon változatos zuzmó és mohanövényzet él.

### Sziklakápolna
A Noé szőlője lábánál barlang benyomását keltő, ismeretlen építési idejű sziklakápolna található (Az 1746. évi canonica visitatio azt mondja, hogy a Szent László tiszteletére szentelt templom inkább barlang benyomását kelti, sötét és nedves). Az 1767-ben felvett canonica visitatio szerint a szilárd anyagból épített templomnak építési ideje ismeretlen, szentélye kősziklába van bevágva. Egy oltára van és a harangláb fából készült. A Heves vármegyei közigazgatási iratok között szintén olyan utalást találunk, hogy a templom épülete részben szilárd anyagból épült, másrészt sziklába vágott, igen nedves és sötét. Nem tudni, hogy mikor épült. 1774-ben Csernus István földesúr a hívek segítségével kissé bővítette. 1811-ben már Erdőkövesd fíliája, temploma a falu végén, nedves helyen. Egyetlen harangját Eszterházy Károly áldotta meg 1765-ben.
A felsőhevesi esperesi kerület jegyzőkönyve 1807-ben, 1827-ben, 1836-ban és 1851-ben foglalkozik vele. 1827-ben jelenti, hogy felszerelése nincs, csak két rongyos kazula. A hajó „Diocletián idejéből való barlang benyomását kelti.” Kegyúr nincs, földesúr meg sok is, de ezek szegények. Miután az országút mellett fekszik, megbotránkozást kelt – írják 1836-ban.
2011-ben, a község fennállásának 700 éves évfordulójára a sziklakápolnát és környezetét az önkormányzat felújíttatta. Lakossági adakozásból összegyűjtött összegből a győri Szent László hermája mintájára Szent László-szobor készült és került elhelyezésre a kápolnában. 2011. június 25-én az ünnepélyes megemlékezés szentmisével kezdődött az új templomban, majd az a sziklakápolnánál folytatódott. A helyi általános iskolások a Vállóskőhöz kötődő monda feldolgozásával műsort adtak. Kiss Gábor esperes  megáldotta a kápolnát és a Szent László-szobrot, majd átadásra került két díszpolgári elismerés is, Hajnal Tibor és Murányi Gábor (posztumusz) váltak a település első díszpolgáraivá. Az ünnepségen mutatták be a község 700 éves évfordulójára megjelentetett monográfiát.
| Képgaléria: A Szent László-emléknapi ünnepség, a sziklakápolna és a benne elhelyezett Szent László-szobor és a kereszt megáldása, 2011. június 25. |
| --- |
| - A mise az új templomban - A mise az új templomban - Ünneplők a sziklakápolnánál - Az általános iskolások műsora - Díszpolgári cím átadása Hajnal Tibornak - Díszpolgári cím átadása néhai Murányi Gábor fiának, Murányi Jánosnak - A sziklakápolna keresztje |

### Római katolikus templom

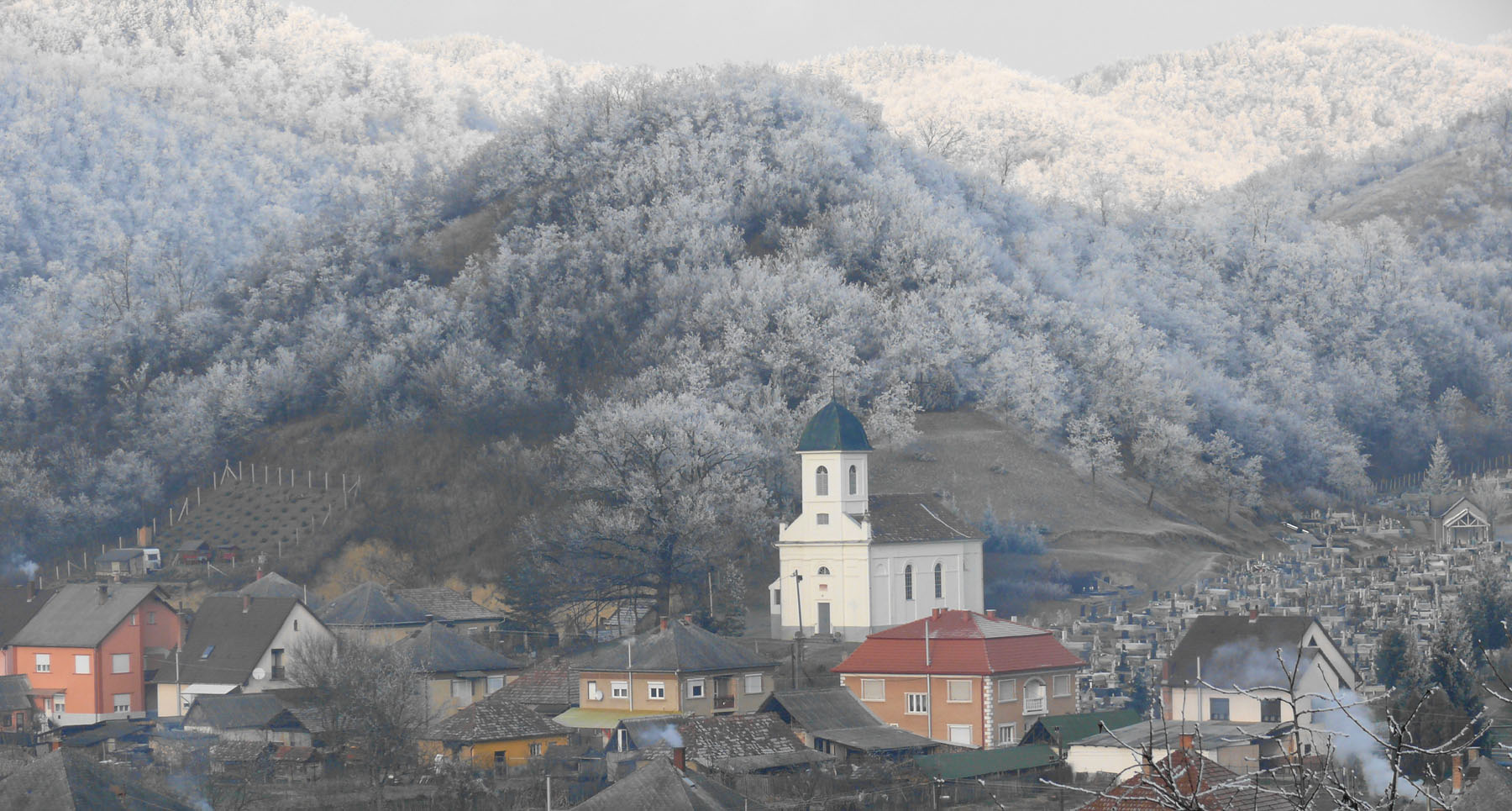
Római katolikus templom

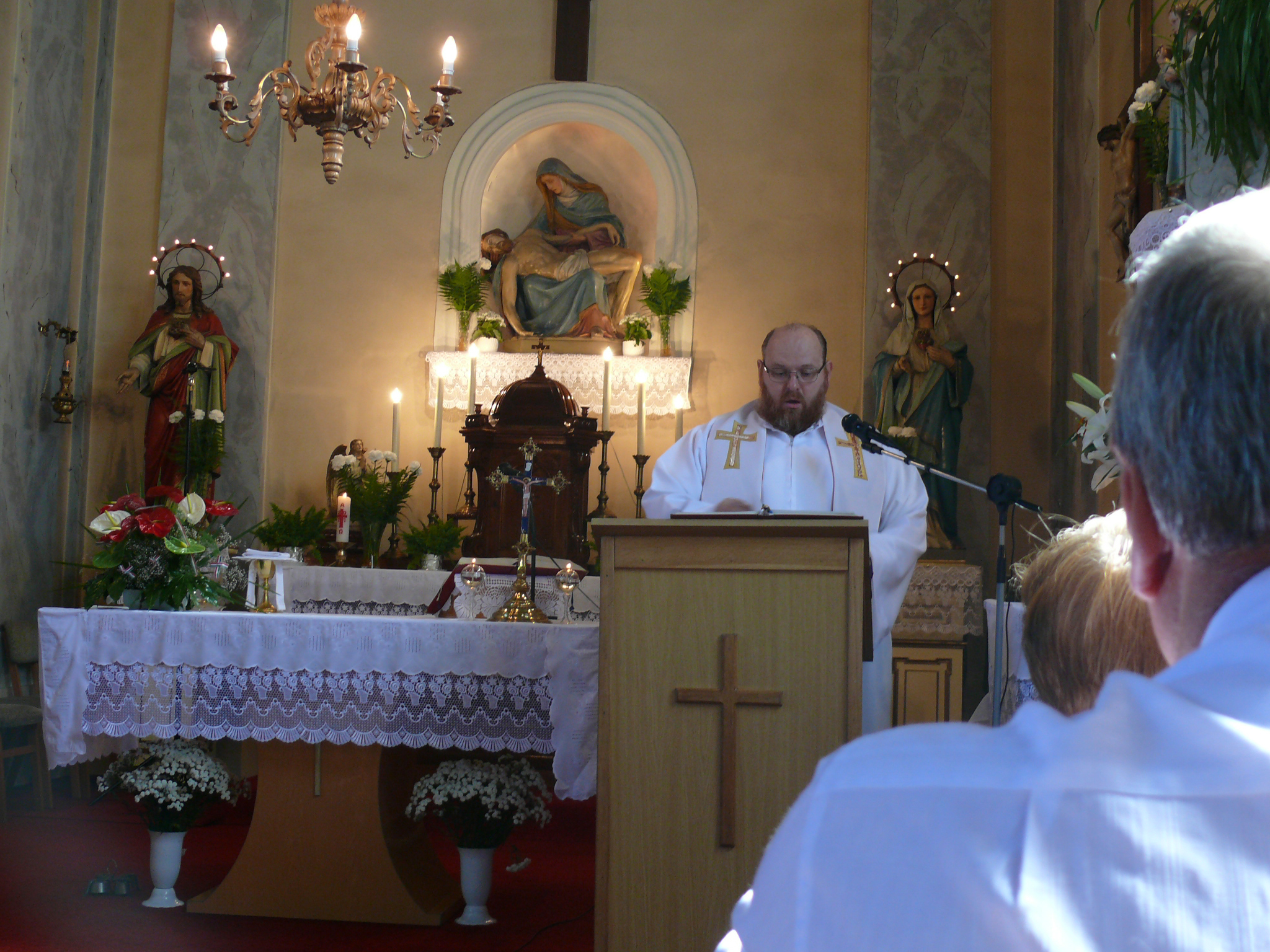
Az oltár részlete

A település közepe táján, magas dombon, temetővel körülvéve a klasszicista stílusban épített, 1854. június 26-án felszentelt római katolikus templom található. Bejáratánál Hösz János szobrász 1770-es évekből származó gyümölcskosaras kőfaragványai láthatók. 1846-ban a plébános új templomot akar építtetni, az alapkövet 1853. március 15-én tették le. A terveket fel is küldik a Helytartótanácshoz, hogy a vallásalapból kérjenek építési segélyt. Az új templom építésére Holczer József plébános ezenkívül gyűjtést végzett a környékbeli birtokosok körében. Költségvetést készítettek az Orczy uradalom pallérjával, Sallai János pogonyi lakossal, Koncz Mihály ácspallérral, aki szintén az Orczy-uradalom alkalmazottja volt, valamint Schuller Ferenc erdőkövesdi asztalosmesterrel.Az érsekség a terveket kiadta Simor Ferenc mérnöknek, aki a kőműves tervén főleg a nevetségesen kicsiny ablakokat kifogásolta. Az egri érseki levéltár tervtárában két terv maradt fenn, köztük Dudás József egri kőművesmester és céhmester kivitelre került terve. Dudás József a szerződésileg kifizetett 1100 forintért köteles volt az általa készített “B” terv szerint a templomot felépíteni. A lebontott régi templomhajó mögötti sziklabarlangba a Szt. László-szobrot oltár gyanánt elhelyezte Sallai János kőművespallér. Az új templom asztalosmunkáit Mihalik János végezte, a lakatosmunkákat Károly József. A templomhomlokzati oltárkő Gerenday Antal pesti sírkőraktárából származik. A nagy oltárképet javította Kovács Ferenc egri képíró, a monstranciát polírozta Barek Ferenc egri ötvös, az orgonát pedig Majer Ferenc egri “orgonaművész” javította meg. Az oltárkép keretét Spórer József egri aranyozóval újították fel. Dudás József pallérja Vas András egri kőműves volt.

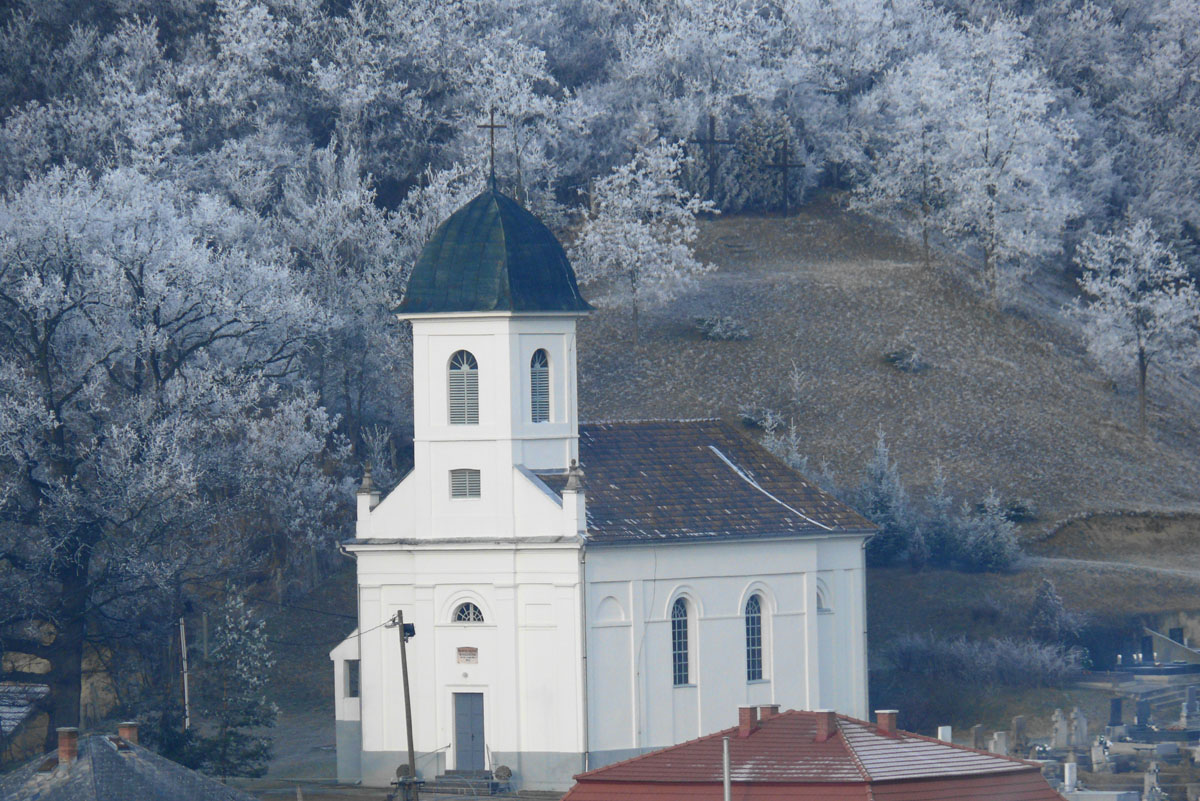

Homlokzatán magas lábazatból induló fejezetes falpillérek, középen ebből kettő enyhe rizalitot alkot. Az egyenes zárású kapu fölött felirat:
HA’ ISTEN VELÜNK KI ELLENÜNK
SZ. PÁL A ROM. VIII.31.
1853
A bejárat fölött átfutó osztópárkányon ülő félkörablak. Kétoldalt az osztópárkánya magas, mélyített falmezőket átszelve halad tovább. Az egész homlokzatot lezáró teljes római-dór párkány, nagy kiülésű vízvetős, cserepezett csorgóval. A tornyot egy-egy kővázás pillértörzs mellől kiemelkedő rézsűs oromfalháromszög támasztja: sarokfalpillérekkel övezett testén a torony-övpárkány alatt fekvő négyzetes, fölötte körben négy félkörös harangablak. Négyélű, ívelt vonalú sisak. A portál előtt két kovácsoltvas állványon egy-egy gyümölcskosár körtékkel és szőlővel. A templom jobb oldali homlokzatán 2 félkörívben záródó ablak, a visszalépő, egyenes oldalhomlokzaton hasonlóan kialakított nyílások, féltetős sekrestye-építmény és a kórusnál pillérekkel támasztott féltetős szabad lépcsőfeljárat. A templom belseje egyszerű téglány alakú, síkmennyezetes tér. Baluszteres mellvédű bővített kórusát négy fejezetes pillér tartja. A hajó oldalfalai mentén fejezetes falpillérek. Az emelt, szűkebb szentély hasonlóan alakított, egyenes záródású. Balról sík mennyezetes sekrestye.

## Napjainkban

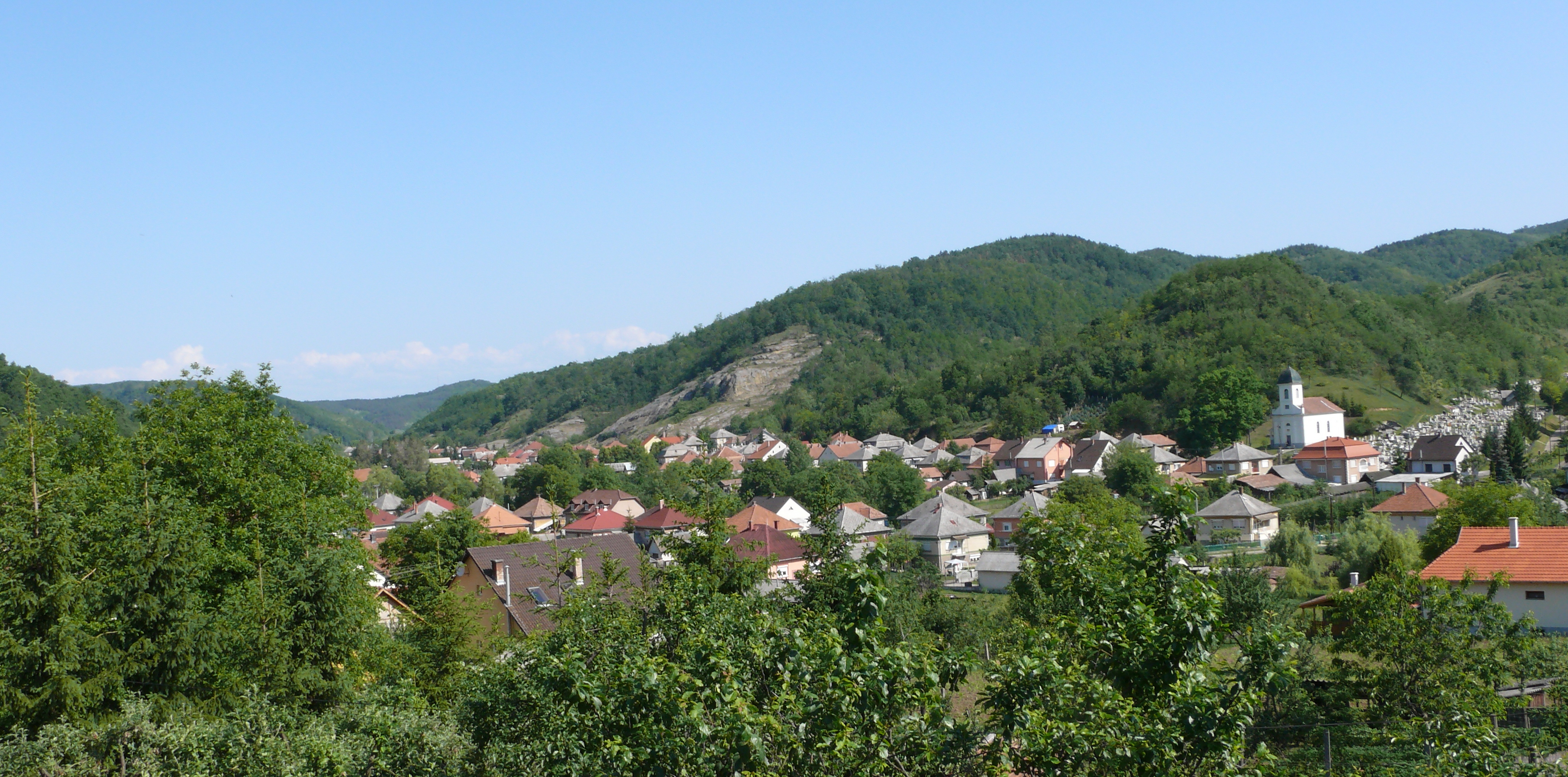
Nyári panorámakép Istenmezejéről

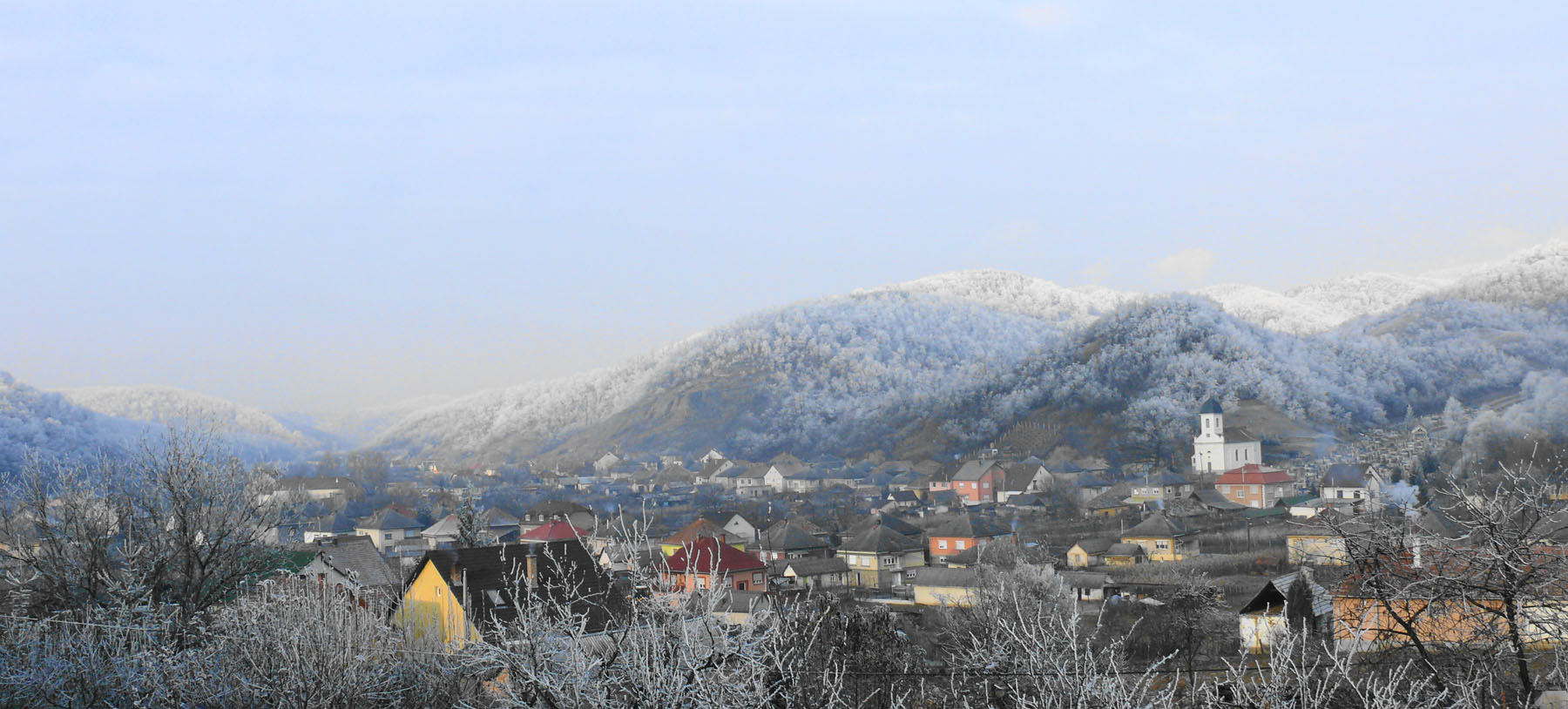
Téli panorámakép Istenmezejéről

Az utóbbi évtizedek alatt a település fő csomópontjai a következők lettek:
- Központi terület (Istenmezeje közepén), templommal, óvodával, önkormányzati hivatallal, iskolával, kultúrházzal, orvosi rendelővel, sportlétesítménnyel, boltokkal és szórakozóhelyekkel, postával.
- Szárazág (Istenmezeje északi részén) bolttal, szórakozóhellyel, kisebb térrel.
- Szederkénypuszta településrész központ (Istenmezeje északi végén) bolttal, szórakozóhellyel, kultúrházzal, felújított közösségi házzal.

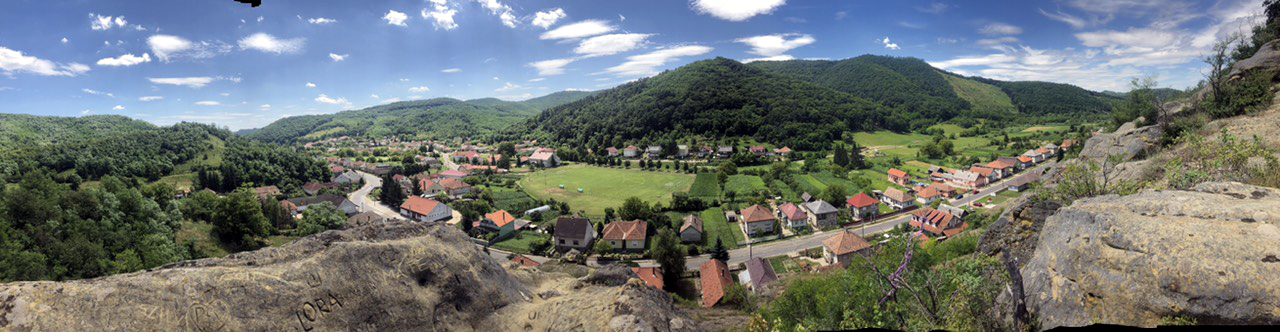
Panorámakép a Noé szőlője tetejéről

A településen a szalagtelek tekinthető általánosnak, soros elrendezéssel, rajtuk sátor- és nyeregtetős, többnyire 2 szintes családi házzal és melléképületekkel. Elvétve látni már régi építésű hagyományos lakóépületeket. Kb. 720 lakás található Istenmezején. Kiépített az elektromos hálózat, az ivóvízhálózat, a földgáz hálózat, a szennyvíz hálózat, a telefonhálózat, elérhető a széles sávú internet, az utak döntő többsége aszfaltozott.
A község déli és északi részén található ipari terület, ahol korábban ásványfeldolgozással, faipari termék előállítással, galvanizálással foglalkoztak. Jelenleg ezeken a területeken nincs aktív ipari termelés.
| Cered      | Szilaspogony | Tarnavidéki Tájvédelmi Körzet |
| Bárna      | Istenmezeje  | Bekölce                       |
| Mátranovák | Ivád         | Váraszó                       |